# Phraortes
Phraortes är ett släkte av insekter. Phraortes ingår i familjen Phasmatidae.

## Dottertaxa tillPhraortes, i alfabetisk ordning[1]
- Phraortes bicolor
- Phraortes biconiferus
- Phraortes bilineatus
- Phraortes brevipes
- Phraortes chinensis
- Phraortes clavicaudatus
- Phraortes confucius
- Phraortes corniformis
- Phraortes curvicaudatus
- Phraortes elongatus
- Phraortes eurycerca
- Phraortes fengkaiensis
- Phraortes formosanus
- Phraortes gibba
- Phraortes glabra
- Phraortes gracilis
- Phraortes granulatus
- Phraortes grossa
- Phraortes illepidus
- Phraortes jiangxiensis
- Phraortes koyasanensis
- Phraortes kumamotoensis
- Phraortes leishanensis
- Phraortes liannanensis
- Phraortes lianzhouensis
- Phraortes liaoningensis
- Phraortes longshengensis
- Phraortes major
- Phraortes mikado
- Phraortes miranda
- Phraortes miyakoensis
- Phraortes moganshanensis
- Phraortes nigricarinatus
- Phraortes paracurvicaudatus
- Phraortes similis
- Phraortes speciosus
- Phraortes sphaeroidalis
- Phraortes stomphax